# Антисция (съпруга на Помпей)
Вижте пояснителната страница за други личности с името Антисция.
Антисция  (на латински: Antistia) от плебейския род Антисции, е дъщеря на Публий Антисций, римски политик, сенатор и адвокат, и Калпурния.
Антисция е първата съруга на Гней Помпей Магнус. Двамата се женят още много млади. Помпей се разделя с нея по нареждане на диктатор Сула. Те нямат деца.